# 永遠の出口
『永遠の出口』（えいえんのでぐち）は、森絵都の小説である。『小説すばる』1999年11月号、2000年2・5・8・12月号、2001年3・8・12月号、2002年3月号に連載され、2003年3月に集英社より単行本が刊行された。のち2006年2月に集英社文庫版が刊行された。

## あらすじ
どこにでもいる普通の少女である紀子が、グレかかったりしながらも、成長していく様子を描いている。

## 収録作品
- 永遠の出口
- 黒い魔法とコッペパン
- 春のあなぽこ
- DREAD RED WINE
- 遠い瞳
- 時の雨
- 放課後の巣
- 恋
- 卒業

## 登場人物
紀子主人公、大雑把な性格だがどこにでもいる普通の少女。中学時代グレていた。血液型はO型。「永遠に～」という言葉に弱い。
姉紀子の姉。紀子が幼い頃「紀子は永遠に～」などと言ってからかっていた。

## 舞台
1970年代の千葉県の田舎町が舞台である。6章の時の雨では別府に家族旅行で行っている。また3章の春のあなぽこでは千葉駅前のそごう、さらには八幡宿駅まで行っている。